# ۷۰۰ (عدد)
۷۰۰ (عدد)یک عدد طبیعی است که بعد از ۶۹۹ و قبل از ۷۰۱ قرار دارد.این عدد یک عدد مرکب است که تجزیه ی آن به عوامل اول برابر است با :۲*۲*۵*۵*۷